# ميكيتا كامينيوكا
ميكيتا كامينيوكا (بالأوكرانية: Каменюка Микита Олександрович)‏ (3 يونيو 1985 بلوهانسك في أوكرانيا - ) هو لاعب كرة قدم أوكراني في مركز الوسط. شارك مع منتخب أوكرانيا لكرة القدم. أما مع النوادي، فقد لعب مع زوريا لوهانسك وFC Hirnyk Rovenky ‏ ونادي إيليتشيفيتس ماريوبول.

## وصلات خارجية
- ميكيتا كامينيوكا على موقع الاتحاد الأوربي (الإنجليزية)
- ميكيتا كامينيوكا على موقع اتحاد أوكرانيا (الإنجليزية)
- ميكيتا كامينيوكا على موقع قاعدة بيانات كرة القدم.إي يو (الإنجليزية)
- ميكيتا كامينيوكا على موقع ناشيونال فوتبول تيمز (الإنجليزية)
- ميكيتا كامينيوكا على موقع Soccerway.com (الإنجليزية)
- ميكيتا كامينيوكا على موقع عالم كرة القدم.نت (الإنجليزية)
- ميكيتا كامينيوكا على موقع AS.com (الإسبانية)